# Саут-Ліон (Мічиган)
Саут-Ліон (англ. South Lyon) — місто (англ. city) в США, в окрузі Окленд штату Мічиган. Населення — 11 746 осіб (2020).

## Географія
Саут-Ліон розташований за координатами 42°27′40″ пн. ш. 83°39′11″ зх. д. / 42.46111° пн. ш. 83.65306° зх. д. (42.461015, -83.653169).  За даними Бюро перепису населення США в 2010 році місто мало площу 9,68 км², з яких 9,67 км² — суходіл та 0,01 км² — водойми.

## Демографія
Згідно з переписом 2010 року, у місті мешкало 11 327 осіб у 4646 домогосподарствах у складі 2914 родин. Густота населення становила 1170 осіб/км².  Було 5125 помешкань (530/км²).
Расовий склад населення:
| - 95,2 % — білих - 1,7 % — азіатів - 0,8 % — чорних або афроамериканців - 0,3 % — корінних американців |

До двох чи більше рас належало 1,6 %. Частка іспаномовних становила 2,7 % від усіх жителів.
За віковим діапазоном населення розподілялося таким чином: 26,9 % — особи молодші 18 років, 59,0 % — особи у віці 18—64 років, 14,1 % — особи у віці 65 років та старші. Медіана віку мешканця становила 38,4 року. На 100 осіб жіночої статі у місті припадало 87,7 чоловіків;  на 100 жінок у віці від 18 років та старших — 83,0 чоловіків також старших 18 років.
Середній дохід на одне домашнє господарство  становив 78 002 долари США (медіана — 61 523), а середній дохід на одну сім'ю — 102 815 доларів (медіана — 92 736). Медіана доходів становила 70 931 долар для чоловіків та 49 419 доларів для жінок. За межею бідності перебувало 5,5 % осіб, у тому числі 0,4 % дітей у віці до 18 років та 5,5 % осіб у віці 65 років та старших.
Цивільне працевлаштоване населення становило 5573 особи. Основні галузі зайнятості: виробництво — 22,2 %, освіта, охорона здоров'я та соціальна допомога — 19,8 %, роздрібна торгівля — 12,8 %, мистецтво, розваги та відпочинок — 10,1 %.